# Contea di Jefferson (Missouri)
La contea di Jefferson in inglese Jefferson County è una contea dello Stato del Missouri, negli Stati Uniti. La popolazione al censimento del 2000 era di 198 099 abitanti. Il capoluogo di contea è Hillsboro